# Terulia triangularis
Terulia triangularis är en insektsart som beskrevs av Nielson 1982. Terulia triangularis ingår i släktet Terulia och familjen dvärgstritar. Inga underarter finns listade i Catalogue of Life.